# Phytocoris rolfsi
Phytocoris rolfsi är en insektsart som beskrevs av Knight 1934. Phytocoris rolfsi ingår i släktet Phytocoris och familjen ängsskinnbaggar. Inga underarter finns listade i Catalogue of Life.